# Hospital de Santa Maria
O Hospital de Santa Maria MHM (sigla: HSM) é um hospital universitário que integra desde 2024 a Unidade Local de Saúde de Santa Maria (ULSSM; antigo Centro Hospitalar Universitário de Lisboa Norte, ou CHULN), que por sua vez pertence ao Serviço Nacional de Saúde (SNS).
O HSM fica localizado na Cidade Universitária, na antiga freguesia do Campo Grande, actualmente freguesia de Alvalade, em Lisboa. Integra juntamente com a Faculdade de Medicina da Universidade de Lisboa (FMUL) e o Instituto de Medicina Molecular (IMM) o Centro Académico de Medicina de Lisboa (CAML) – um protocolo de acção e entendimento entre as três instituições, assinado a 8 de Dezembro de 2008.[ligação inativa]

## História
A história do Hospital de Santa Maria remonta a 1934, aquando da aprovação do Decreto-Lei relativo à criação da comissão administrativa dos novos edifícios universitários, presidida pelo Professor Francisco Gentil. Esta comissão seria, então, responsável pelos edifícios que iriam albergar os hospitais escolares, tanto em Lisboa como no Porto. O então Hospital Escolar de Lisboa foi concebido pelo alemão Hermann Distel em 1938 e a sua construção iniciada em 1940, no Campo Grande, durante o Estado Novo. A obra foi concluída em 1953 tendo sido na altura considerada uma das maiores realizações do Estado Português até então.
No decurso das obras foi publicado um decreto-lei (em 1952) que integrou todos os hospitais no então Ministério do Interior o que levou a que o inicialmente Hospital Escolar de Lisboa sob a tutela única do Ministério da Educação, passasse a Hospital Universitário de Santa Maria, tutelado por dois diferentes ministérios (Ministério do Interior e Ministério da Educação). A inauguração solene do edifício ocorreu a 27 de Abril de  1953, sendo que em Outubro do mesmo ano se deu a abertura do novo ano lectivo da Faculdade de Medicina da Universidade de Lisboa já nas novas instalações do hospital.
Em 1968 iniciou, nos terrenos do Hospital de Santa Maria, a construção dos edifícios da escola de enfermagem, financiada pela Fundação Calouste Gulbenkian. As obras foram concluídas em 1972, tendo a então Escola de Enfermagem do Hospital de Santa Maria, sido transferida para os novos edifícios, ao mesmo tempo que passava a ser designada Escola de Enfermagem de Calouste Gulbenkian, actualmente designada Escola Superior de Enfermagem de Lisboa.
Em 1975 o decreto-lei 674/75 de 27 de Novembro decreta a extinção dos Hospitais Escolares que passam, a partir de então, a ser equiparados aos restantes hospitais e os seus médicos integrados nos quadros dependentes da Secretaria de Estado da Saúde.

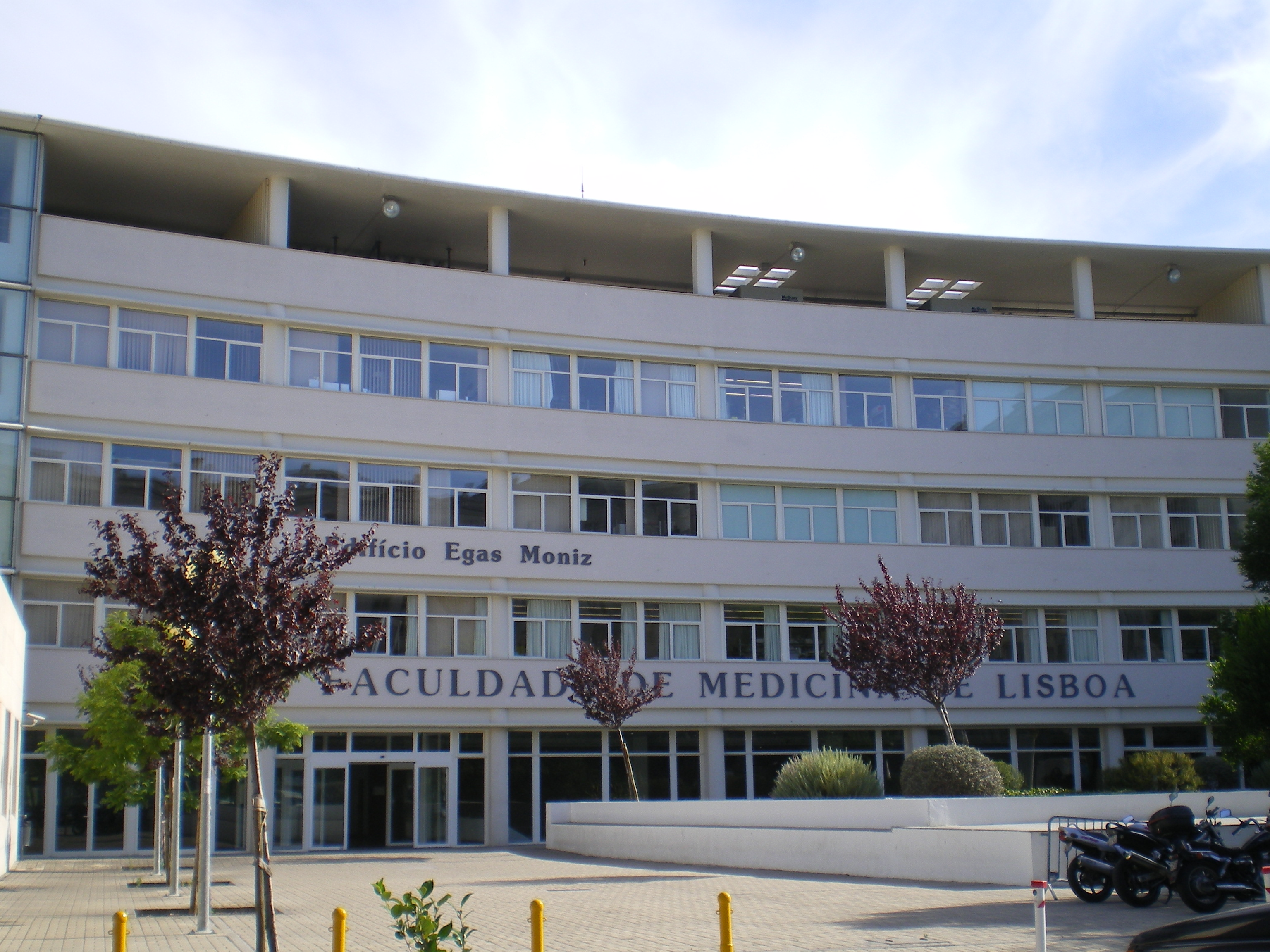
Edifício Egas Moniz, sede do Instituto de Medicina Molecular, constituindo ainda um dos edifícios da Faculdade de Medicina da Universidade de Lisboa.

Em 2004 foi inaugurado, também nos terrenos do hospital, o Edifício Egas Moniz, destinado à Faculdade de Medicina da Universidade de Lisboa e a albergar o Instituto de Medicina Molecular.
Também em 2004, o decreto-lei número 206/2004, de 19 de Agosto, restitui ao Hospital de Santa Maria a designação de Hospital Universitário. A 29 de Novembro desse ano foi feito Membro-Honorário da Ordem do Mérito.
Em Janeiro de 2007 o Hospital de Santa Maria foi convertido numa Entidade Pública Empresarial (EPE), tendo sido posto em prática o Plano Estratégico 2006-2008 que visava a requalificação global do Hospital.
A 9 de Outubro de 2007 foi apresentado o projecto do novo edifício Sul, designado Edifício Cid dos Santos, que deverá albergar blocos operatórios, cuidados intensivos, cirurgia de ambulatório e ainda uma área dedicada às neurociências e outra aos cuidados materno-infantis.
Desde 27 de Dezembro de 2007, o Hospital de Santa Maria integra, juntamente com o Hospital Pulido Valente o Centro Hospitalar Universitário Lisboa Norte EPE (CHULN).
A 14 de Abril de 2009 abriu, junto à Urgência Central, a Farmácia Santa Maria, de venda directa ao público. Esta constitui a terceira farmácia hospitalar a abrir no país. A farmácia fechou em 2013.
Em 2016, no Hospital de Santa Maria trabalham 2722 clínicos.

## Especialidades

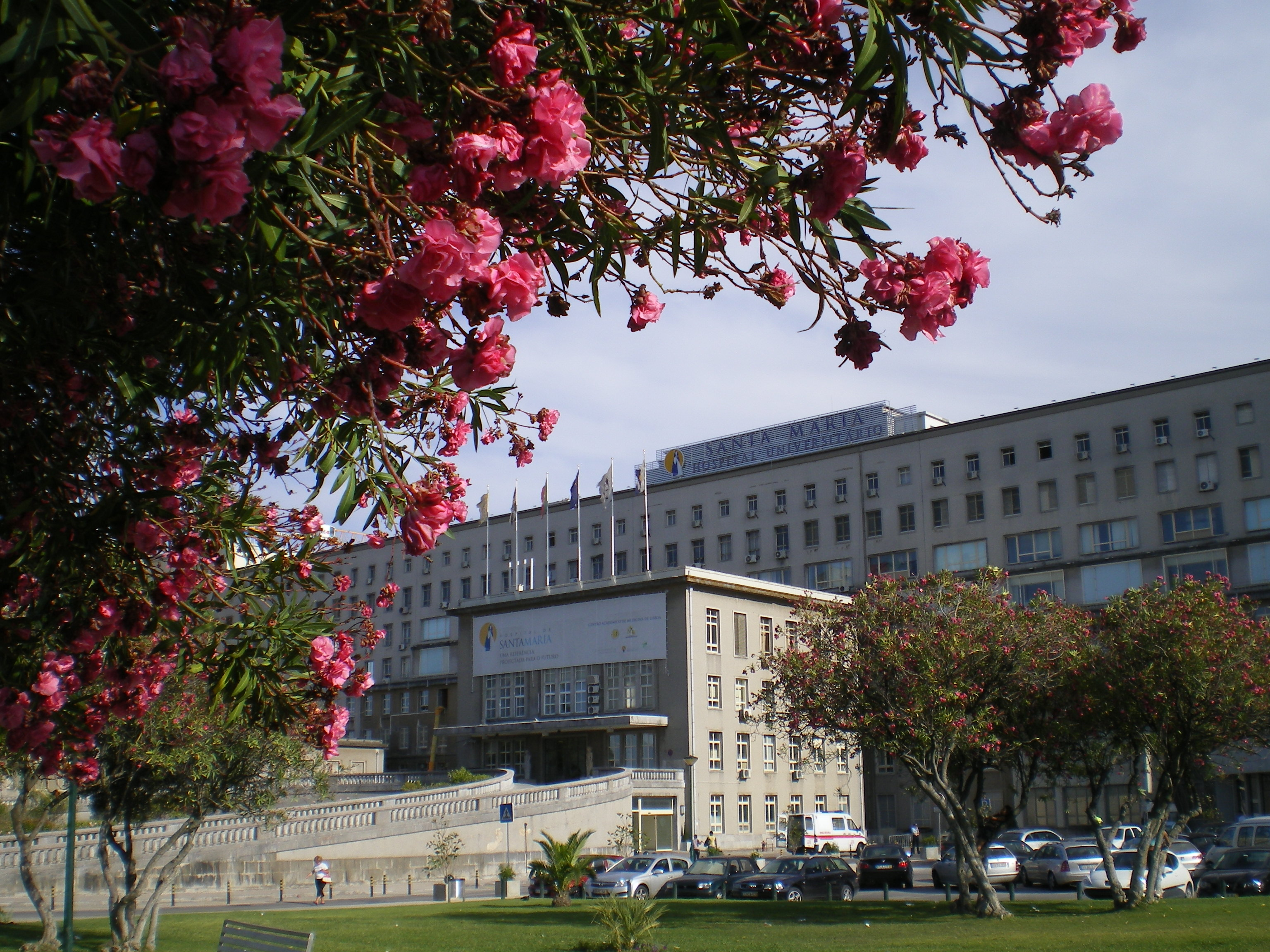
Edifício principal do Hospital de Santa Maria

Os serviços prestados pelo Hospital de Santa Maria distribuem-se pelas seguintes áreas:
Departamento de Cirurgia Vascular e Endovascular
- Serviço de Cirurgia Vascular I
- Serviço de Cirurgia Vascular II

Departamento de Medicina
- Serviço de Dermatologia
- Serviço de Doenças Infecciosas
- Serviço de Endocrinologia, Diabetes e Metabolismo
- Serviço de Gastrenterologia e Hepatologia
- Serviço de Imuno-Alergologia
- Serviço de Medicina I
- Serviço de Medicina II
- Serviço de Medicina III
- Serviço de Nefrologia e Transplantação Renal
- Serviço de Reumatologia

Departamento de Cirurgia
- Serviço de Cirurgia I
- Serviço de Cirurgia II
- Serviço de Cirurgia Plástica
- Serviço de Estomatologia
- Serviço de Ortopedia
- Serviço de Transplantação
- Serviço de Urologia
- Bloco Operatório Central
- Central de Esterilização
- Cirurgia de Ambulatório
- Cirurgia Experimental

Departamento da Criança e da Família
- Serviço de Cirurgia Pediátrica
- Serviço de Genética
- Serviço de Neonatologia
- Serviço de Pediatria

Departamento de Obstetrícia, Ginecologia e Medicina da Reprodução
- Serviço de Ginecologia
- Serviço de Obstetrícia

Departamento de Neurociências
- Serviço de Neurocirurgia
- Serviço de Neurologia
- Serviço de Oftalmologia
- Serviço de Psiquiatria e Saúde Mental

Departamento de Métodos Complementares de Diagnóstico
- Serviço de Anatomia Patológica
- Serviço de Imagiologia Geral I
- Serviço de Imagiologia Geral II
- Serviço de Imagiologia Neurológica
- Serviço de Imuno-Hemoterapia
- Serviço de Medicina Física e de Reabilitação
- Serviço de Patologia Clínica

Departamento de Oncologia
- Serviço de Hematologia e Transplantação de Medula
- Serviço de Oncologia Médica
- Serviço de Radioterapia

Departamento de Otorrinolaringologia, Voz e Perturbações da Comunicação
- Serviço de Otorrinolaringologia, Voz e Perturbações da Comunicação
- Serviço de Otorrinolaringologia

Departamento do Tórax
- Serviço de Cardiologia I
- Serviço de Cardiologia II
- Serviço de Cirurgia Cárdio-Torácica
- Serviço de Cirurgia Torácica
- Serviço de Pneumologia I
- Serviço de Pneumologia II

Departamento de Urgência e Cuidados Intensivos
- Serviço de Medicina Intensiva
- Serviço de Urgência Central

Outros Serviços Clínicos
- Serviço de Anestesia